# سينما البحرين (شركة)
شركة البحرين للسينما-سينيكو (CINECO CINEMA)، شركة عرض أفلام سينمائية عالمية وإقليمية ومحلية بالبحرين وفي قطر عبر صالات العرض الخاصة بها، وتعرض بعض الأفلام العالمية بالتزامن مع شمال أمريكا.

## لمحة تاريخية
- شركة سينما البحرين تأسست منذ عام 1967 تحت مسمى سينما البحرين وشركة توزيعِ أفلامِ، بمبلغ 750.000 دينار بحريني وفي عام 1976 تم تغير اسمها إلى سينيكو سينما.
- في 1 / يونيو / 1968 الشركة بدأت في العمل، وأستأجرت مسارح اوال، البحرين، والنصر لبدء عروض السينما.
- في 8 / يونيو / 1968 افتتحت الشركة مسرح سينما اوال كأول مسرح مكيف في البحرين.
- في 20/ يوليو/1971 افتتاح المباني الجديدة لسينما أوال.
- شركه البحرين للسينما- سينما النصر افتتحت في 05/06/1977
- واستمر العمل على مدى السنين وفي عام 1998 قامت الشركة بافتتاح أكبر مجمع سينما في البحرين (مجمع سينما السيف) الواقع بالسيف مولوكان يضم 6 شاشات والآن صار يضم 16 شاشة.

## دور العرض
الشركة الآن تمتلك صالات العرض التالية في البحرين:
- سينما سيتي سنتر البحرين (20 شاشة) منها شاشتين VIP افتتحت في نهاية 2009 م
- مجمع سينما السيف (16 شاشة) (افتتح في 22/06/1998) وتم إضافة 10 شاشات في عام 2003 م
- سينما اوال (افتتحت في 05/06/1977)
- سينما الحمراء
- سينما سار (افتتحت في 20/02/2001)
- سينما دلمون (افتتحت في 09/09/1996) اغلقت مؤخرا سنة 2011
- سينما الماسة (افتتحت في 28/02/1999) اغلقت
- سينما الجزيرة (افتتحت في 20/02/2001)